# Высшая Дубечня
Вы́сшая Дубе́чня (укр. Вища Дубечня) — село, входит в Вышгородский район Киевской области Украины.
Население по переписи 2001 года составляло 831 человек. Почтовый индекс — 07344. Телефонный код — 4596. Занимает площадь 4,2 км². Код КОАТУУ — 3221881601.

## Местный совет
07344, Київська обл., Вишгородський р-н, с. Вища Дубечня, вул. Леніна,28

## Известные уроженцы
- Бендиков, Степан Михайлович — Герой Советского Союза.

## Галерея

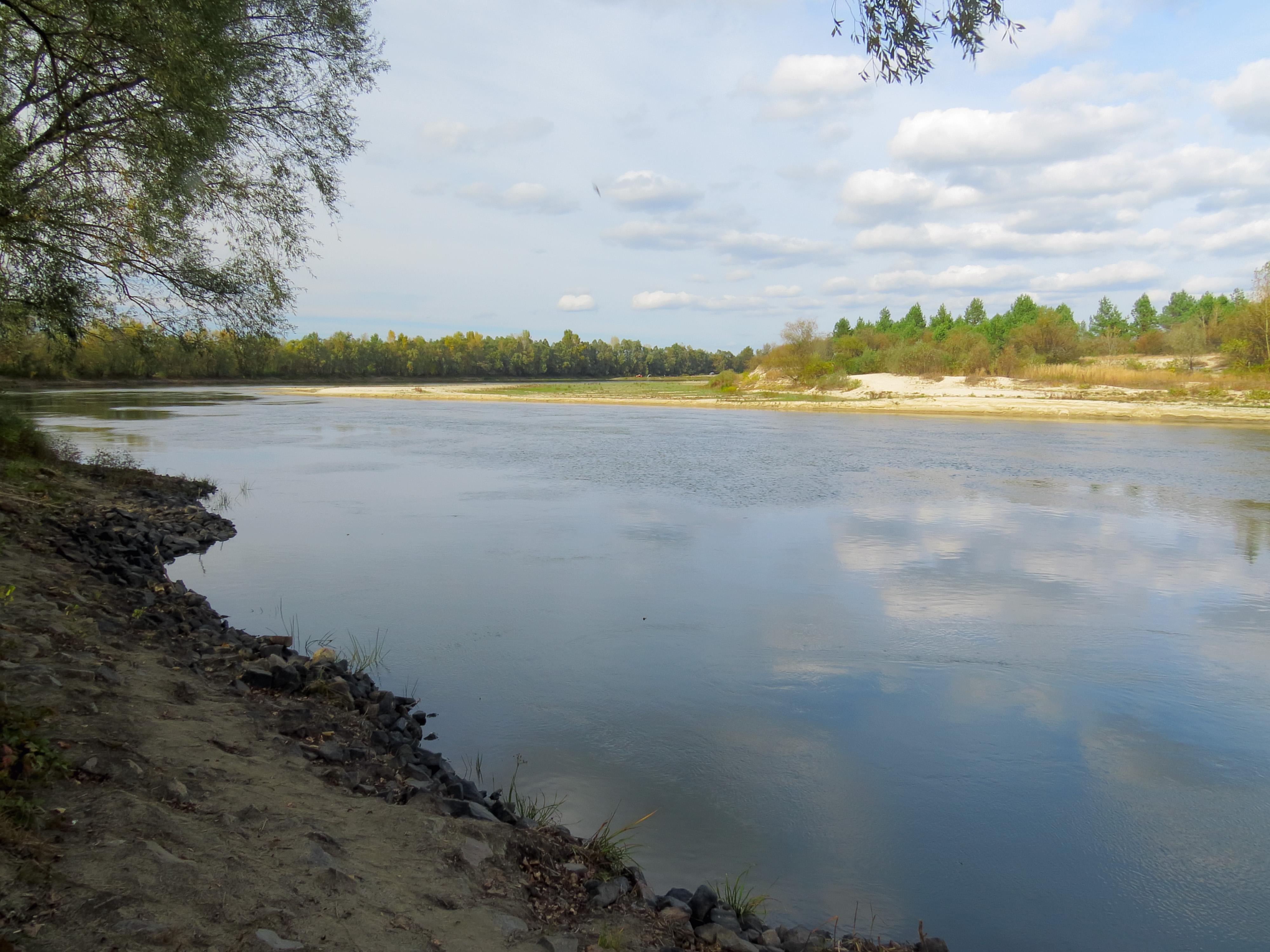
Десна около села
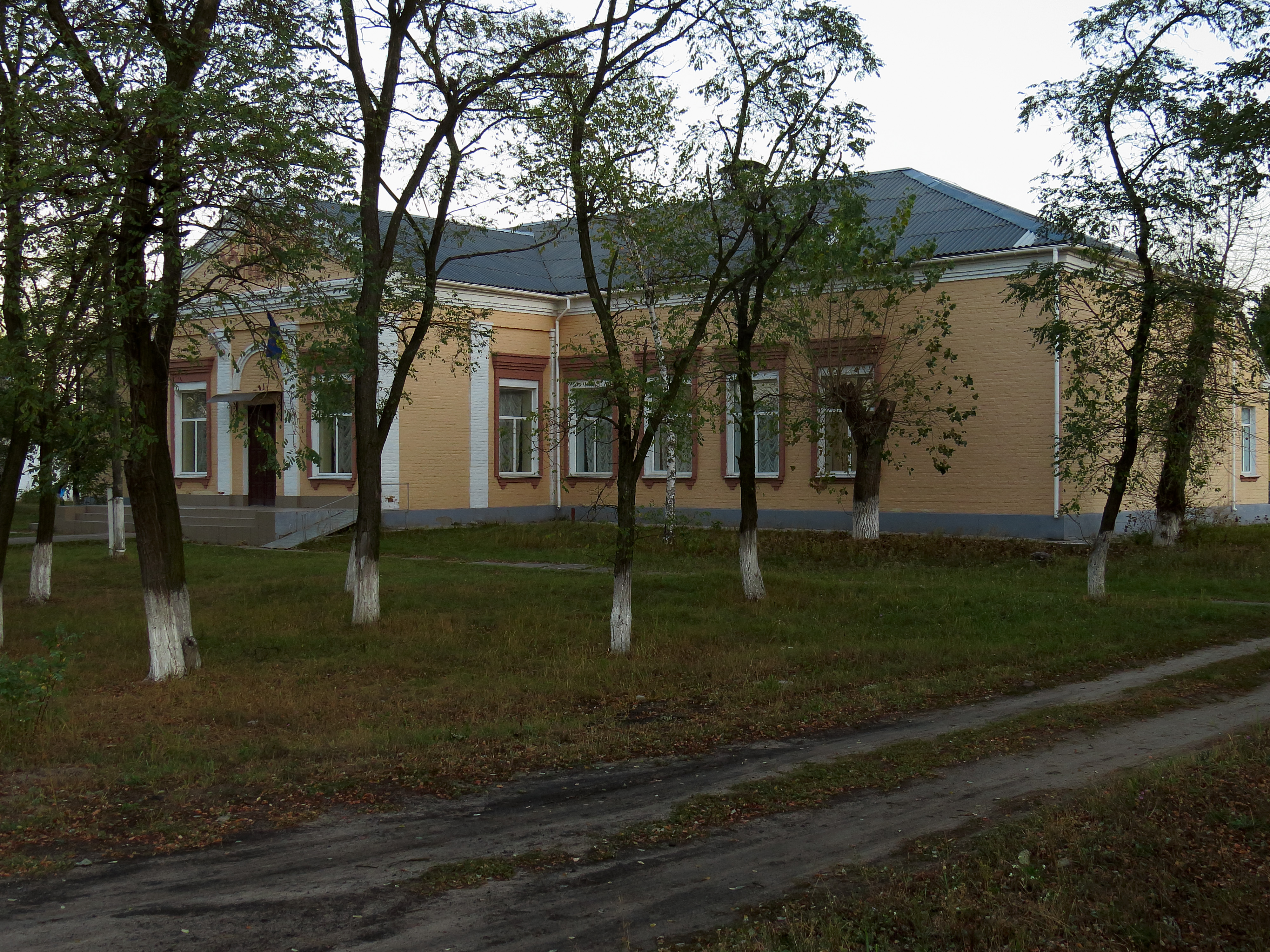
Сельский клуб
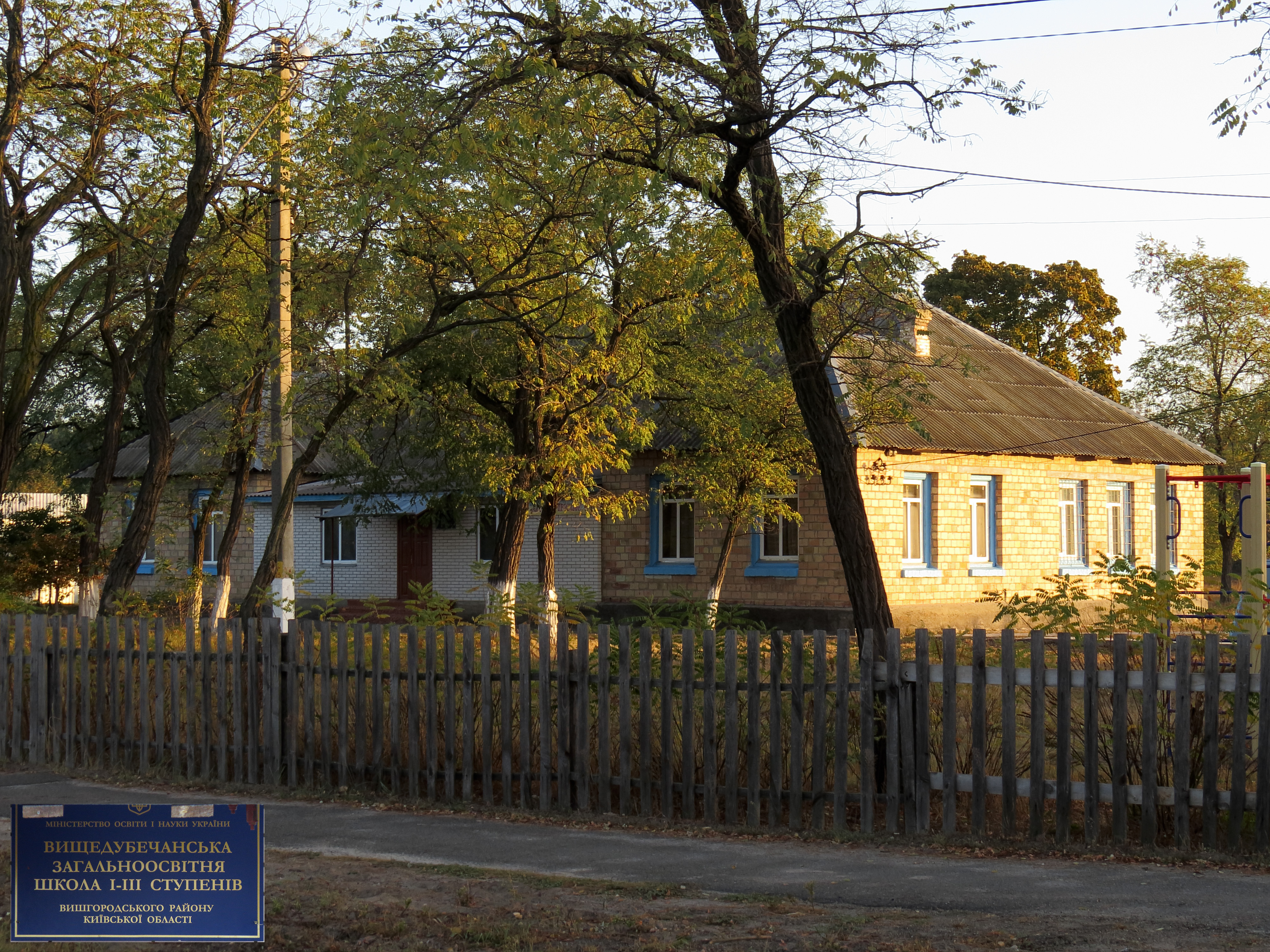
Новое здание школы
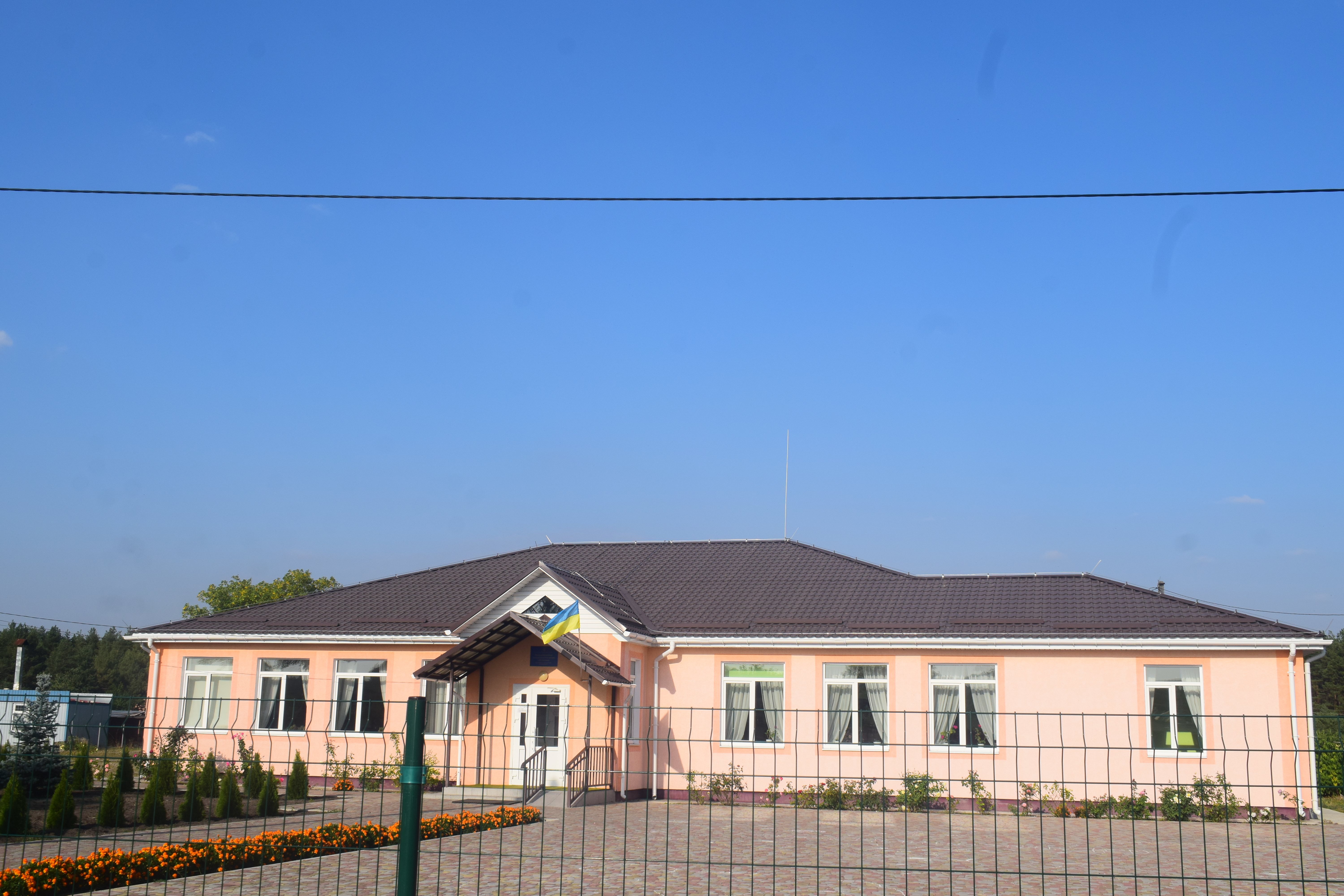
Старое здание школы
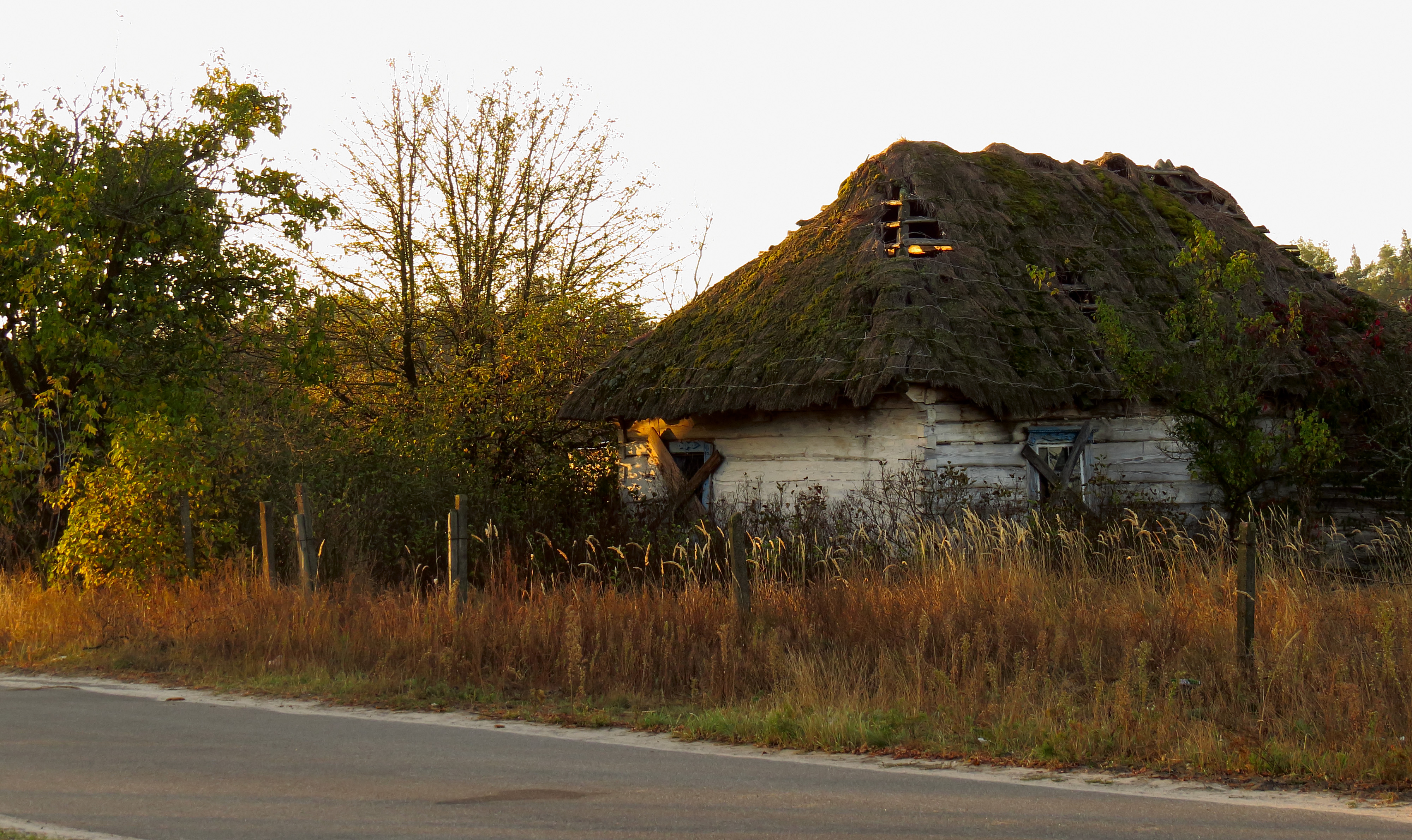
Заброшеная хата
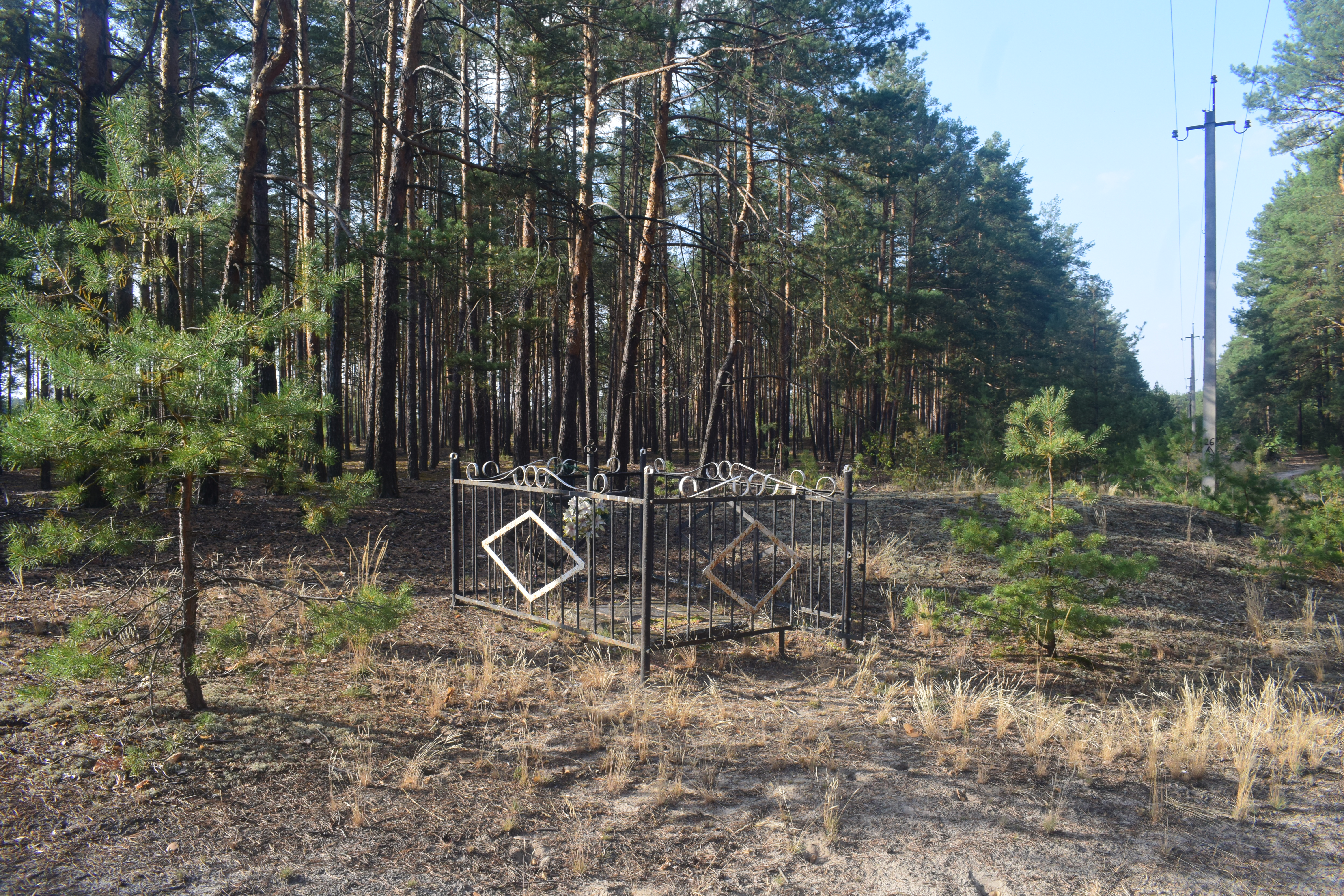
Солдатские могилы в лесу
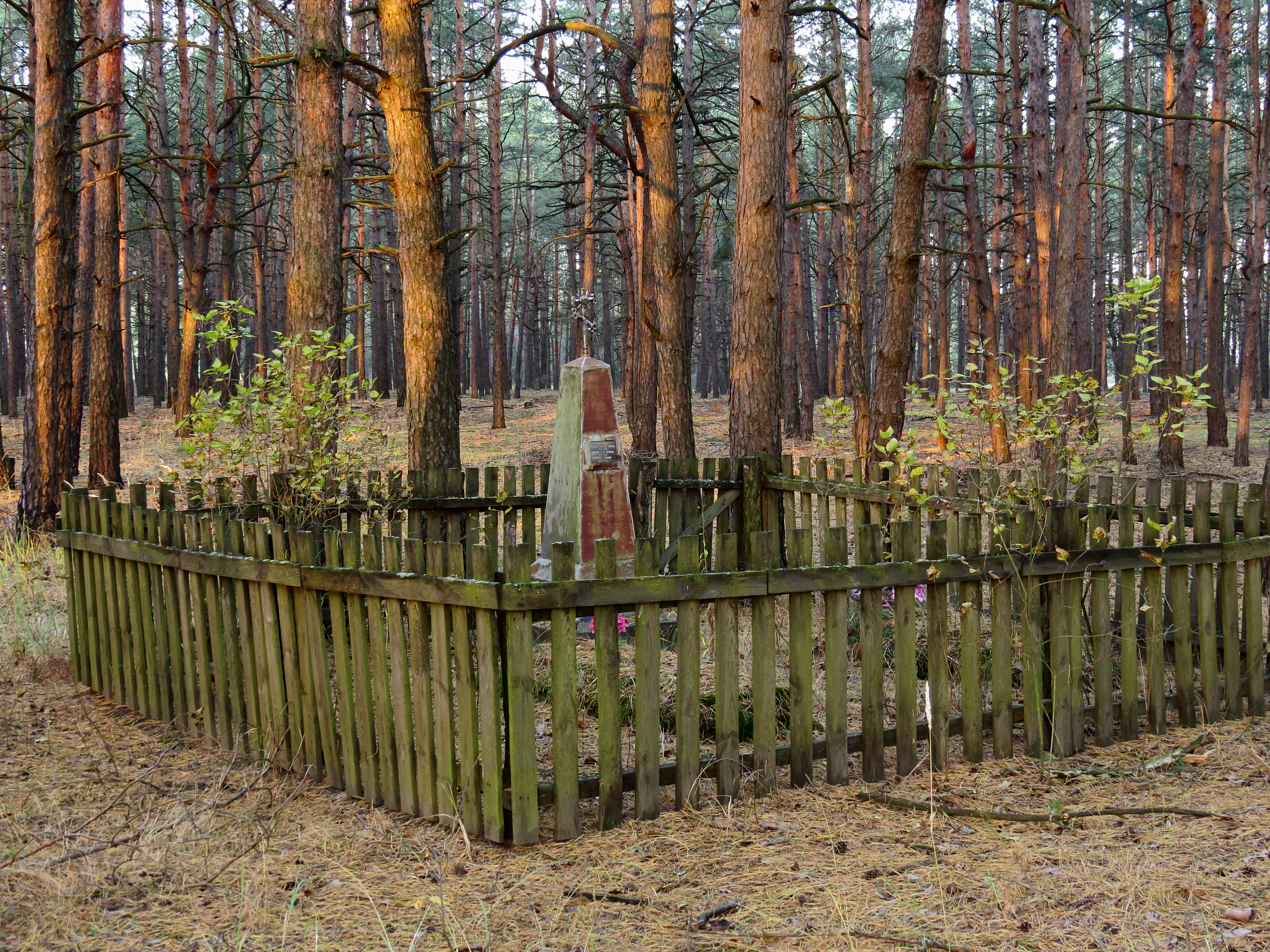
Могила жертв нацистов у лесу
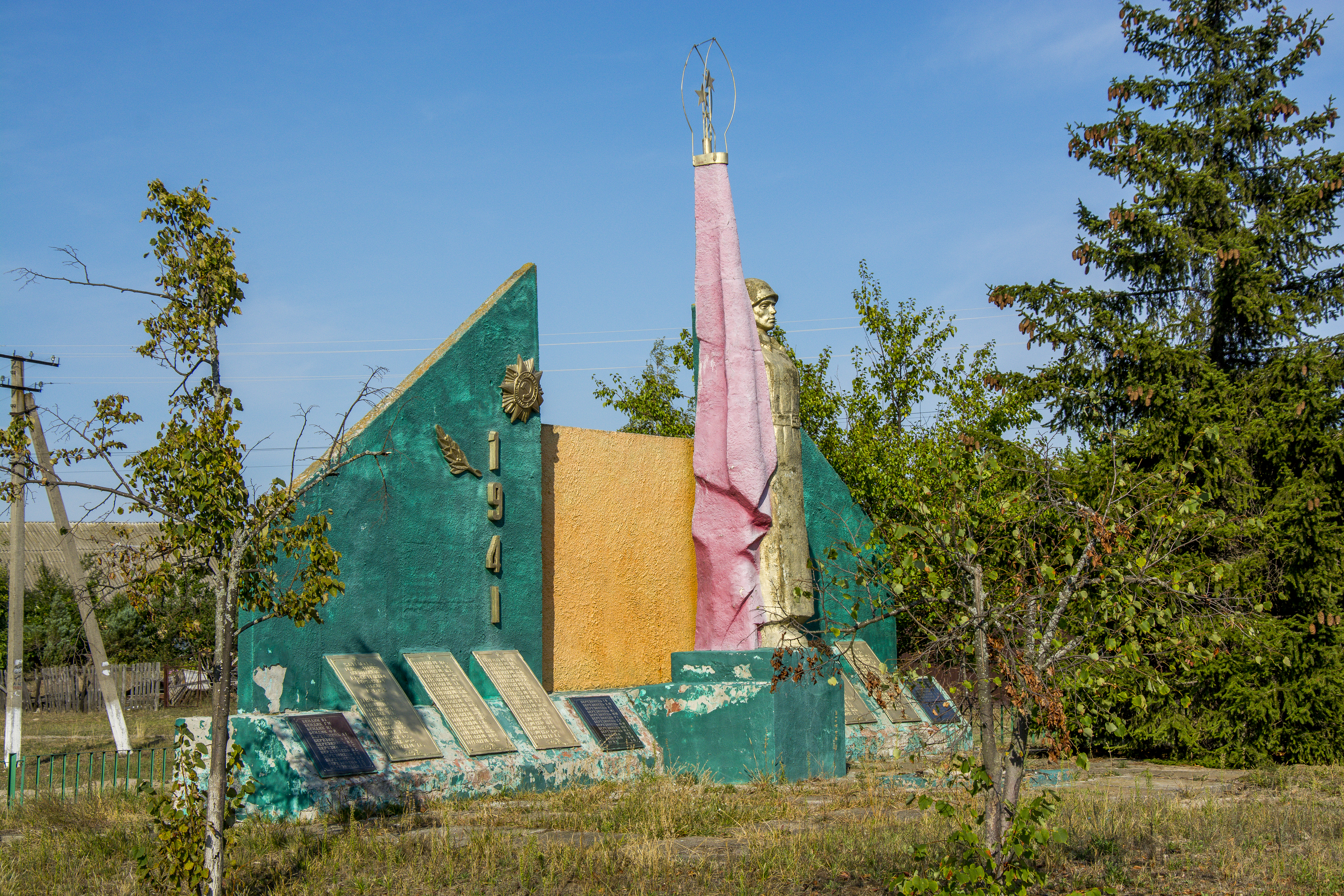
Братская могила в селе